# Alfredo-Di-Stéfano-Trophäe

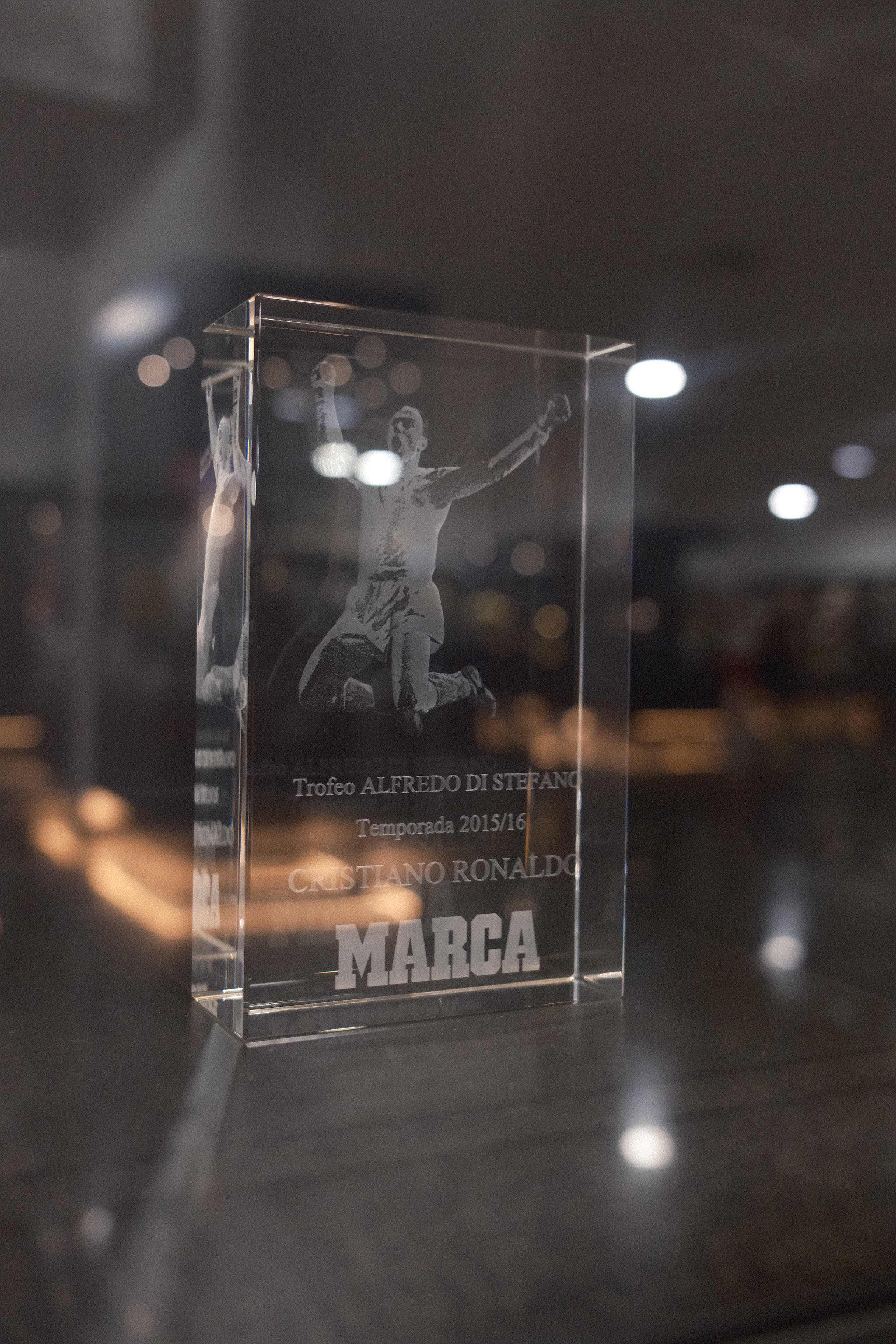
Alfredo-Di-Stéfano-Trophäe der Spielzeit 2015/16

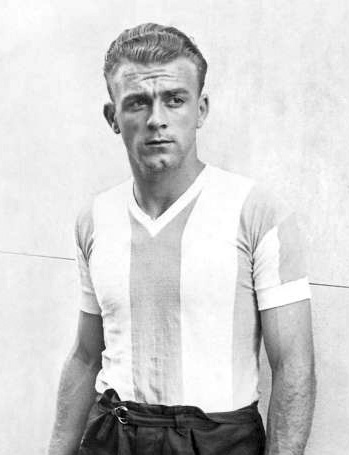
Alfredo Di Stéfano, Namensträger der Trophäe für den besten Spieler der spanischen Liga

Die Alfredo-Di-Stéfano-Trophäe (spanisch Trofeo Alfredo Di Stéfano) ist eine von der spanischen Sportzeitung Marca vergebene Auszeichnung, die den besten Spieler der abgelaufenen spanischen Fußballsaison ehrt. Die Trophäe ist nach dem Stürmer Alfredo Di Stéfano benannt, der zwischen 1953 und 1966 für Real Madrid und Espanyol Barcelona in 329 Spielen 227 Tore erzielte. Sie wurde nach der Saison 2007/08 erstmals verliehen. Rekordgewinner ist Lionel Messi mit sieben Auszeichnungen.

## Sieger
| Saison  | Sieger (Verein)                      | Zweiter (Verein)                | Dritter (Verein)                    |
| ------- | ------------------------------------ | ------------------------------- | ----------------------------------- |
| 2007/08 | Raúl (Real Madrid)                   | Sergio Agüero (Atlético Madrid) | Iker Casillas (Real Madrid)         |
| 2008/09 | Lionel Messi (FC Barcelona)          | Andrés Iniesta (FC Barcelona)   | Diego Forlán (Atlético Madrid)      |
| 2009/10 | Lionel Messi (FC Barcelona)          | Cristiano Ronaldo (Real Madrid) | Xavi (FC Barcelona)                 |
| 2010/11 | Lionel Messi (FC Barcelona)          | Cristiano Ronaldo (Real Madrid) | Xavi (FC Barcelona)                 |
| 2011/12 | Cristiano Ronaldo (Real Madrid)      | Lionel Messi (FC Barcelona)     | Andrés Iniesta (FC Barcelona)       |
| 2012/13 | Cristiano Ronaldo (Real Madrid)      | Lionel Messi (FC Barcelona)     | Andrés Iniesta (FC Barcelona)       |
| 2013/14 | Cristiano Ronaldo (Real Madrid)      | Diego Costa (Atlético Madrid)   | Lionel Messi (FC Barcelona)         |
| 2014/15 | Lionel Messi (FC Barcelona)          | Cristiano Ronaldo (Real Madrid) | Neymar (FC Barcelona)               |
| 2015/16 | Cristiano Ronaldo (Real Madrid)      | Luis Suárez (FC Barcelona)      | Antoine Griezmann (Atlético Madrid) |
| 2016/17 | Lionel Messi (FC Barcelona)          |                                 |                                     |
| 2017/18 | Lionel Messi (FC Barcelona)          |                                 |                                     |
| 2018/19 | Lionel Messi (FC Barcelona)          |                                 |                                     |
| 2019/20 | Karim Benzema (Real Madrid)          |                                 |                                     |
| 2020/21 | Luis Suárez (Atlético Madrid)        |                                 |                                     |
| 2021/22 | Karim Benzema (Real Madrid)          |                                 |                                     |
| 2022/23 | Marc-André ter Stegen (FC Barcelona) |                                 |                                     |